# 卡內 (塞內加爾)
15°29′N 13°10′W / 15.483°N 13.167°W

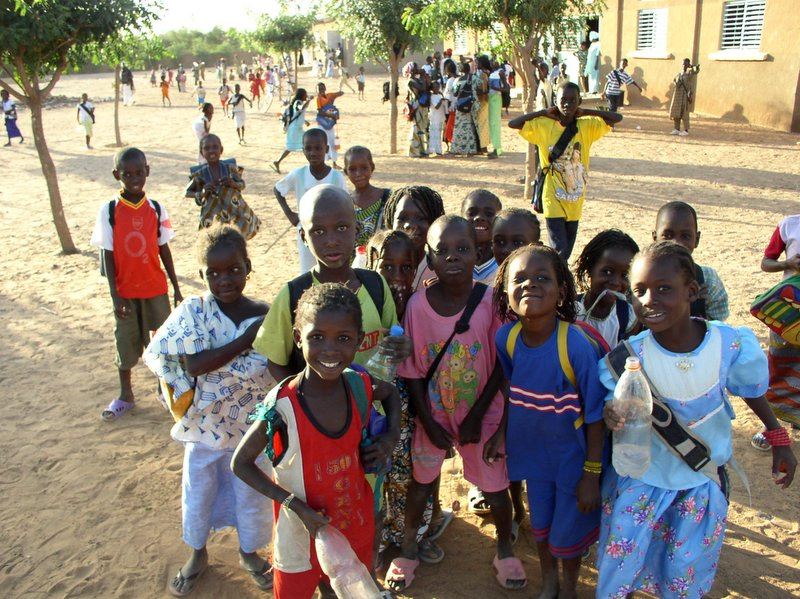
卡內的孩童

卡內（法語：Kanel），是塞內加爾的城鎮，位於該國東北部，由馬塔姆區負責管轄，是卡內省的首府，距離塞內加爾河12公里，海拔高度19米，2013年人口13,331。